# Марко Гвіда
Марко Гвіда (італ. Marco Guida, 7 червня 1981, Помпеї) — італійський футбольний арбітр. Арбітр ФІФА з 2014 року.

## Кар'єра
Народився в Помпеї. Став працювати арбітром з 15 років в нижчих регіональних лігах, поки наприкінці сезону 2002/03 не був включений в Серію D, де судив наступні чотири роки. Наприкінці сезону 2006/07 року був включений до списку арбітрів Серії C.
У червні 2009 року, після 22 матчів у Серії C1, у віці 28 років був включений до списку арбітрів Серії А та Б .
Дебютував у Серії Б 21 серпня 2009 року в матчі першого туру між командами «АльбіноЛеффе» і «Віченца» (2:2), а 31 січня 2010 року дебютував і у Серії А, в грі «К'єво» — «Болонья». 12 липня 2010 року призначений резервним арбітром на матчі другого відбіркового раунду Ліги Європи 2010/11.
У червні 2011 року обслуговував фінал плей-оф Серії Б між «Новарою» і «Падовою», а через кілька днів він отримав нагороду Джорджіо Бернарді, призначеної для найкращого новачка в Серії А.
1 січня 2014 року отримав статус арбітра ФІФА.
2 березня 2014 року він вперше у своїй кар'єрі судив «класику» італійського футболу: «Мілан» — «Ювентус» .
17 липня 2014 року він дебютував у міжнародних змаганнях, відсудивши в Лізі Європи між «Ботевом» (Пловдив) та «Санкт-Пельтеном» (2:1). А 4 вересня 2014 року він дебютував і у матчі збірних, провівши товариський матч між Хорватією та Кіпром в Пулі.
23 листопада 2014 року він вперше судив «Міланське дербі».
У липні 2015 року він був обраний УЄФА як один з головних арбітрів на юнацький чемпіонат Європи з футболу до 19 років.
2 червня 2016 року відсудив підготовчий матч до чемпіонату Європи 2016 року між збірними Англії та Португалії на «Вемблі», в якому показав пряму червону картку Бруну Алвешу.
У березні 2017 року був одним з арбітрів Турніру Віареджо, на якому відсудив в тому числі фінальний матч.
У жовтні 2018 року дебютував на груповому етапі Ліги Європи в матчі другого туру між «Русенборгом» і «РБ Лейпцигом» .
2019 року разом із співвітчизником Мікаелем Фаббрі був включений до списку відеоасистентів арбітра (VAR) на молодіжний чемпіонат Європи в Італії.